# Kanton Parthenay
Der Kanton Parthenay ist seit 1790 ein französischer Wahlkreis im Arrondissement Parthenay im Département Deux-Sèvres in der Region Nouvelle-Aquitaine; sein Hauptort ist Parthenay. Vertreter im Generalrat des Départements ist seit 1998 Gilbert Favreau (zunächst DVD, jetzt UMP).
Der Kanton Parthenay liegt im Mittel auf 173 Meter über Normalnull, zwischen 114 Meter in Parthenay und 254 Meter in La Chapelle-Bertrand.

## Gemeinden
Der Kanton besteht aus elf Gemeinden mit insgesamt 20.539 Einwohnern (Stand: 1. Januar 2022) auf einer Gesamtfläche von 186,39 km²:
| Gemeinde                       | Einwohner 1. Januar 2022 | Fläche km² | Dichte Einw./km² | Code INSEE | Postleitzahl |
| ------------------------------ | ------------------------ | ---------- | ---------------- | ---------- | ------------ |
| Adilly                         | 312                      | 12,92      | 24               | 79002      | 79200        |
| Amailloux                      | 824                      | 37,24      | 22               | 79008      | 79350        |
| Châtillon-sur-Thouet           | 2.675                    | 16,45      | 163              | 79080      | 79200        |
| Fénery                         | 291                      | 12,63      | 23               | 79118      | 79450        |
| Lageon                         | 372                      | 14,02      | 27               | 79145      | 79200        |
| La Chapelle-Bertrand           | 456                      | 19,39      | 24               | 79071      | 79200        |
| Le Tallud                      | 1.972                    | 19,22      | 103              | 79322      | 79200        |
| Parthenay                      | 10.121                   | 11,38      | 889              | 79202      | 79200        |
| Pompaire                       | 2.052                    | 12,80      | 160              | 79213      | 79200        |
| Saint-Germain-de-Longue-Chaume | 387                      | 14,63      | 26               | 79255      | 79200        |
| Viennay                        | 1.077                    | 15,71      | 69               | 79347      | 79200        |
| Kanton Parthenay               | 20.539                   | 186,39     | 110              | 7913       | –            |

Bis zur landesweiten Neuordnung der französischen Kantone im März 2015 besaß der Kanton einen anderen INSEE-Code als heute, nämlich 7922.